# Francisco Rodríguez (economista)
Francisco R. Rodríguez es un economista venezolano. Entre 2000 y 2004 se desempeñó como director de la Oficina de Asesoría Económica y Financiera de la Asamblea Nacional de Venezuela, y entre 2016 y 2019 trabajó como economista en jefe en el banco de inversión Torino Capital. Adicionalmente, se unió al equipo del candidato Henri Falcón como asesor económico durante la campaña en las elecciones presidenciales de Venezuela de 2018.

## Carrera
Rodríguez ha enseñado economía y estudios latinoamericanos en la Universidad de Maryland en College Park, en Instituto de Estudios Superiores de Administración (IESA) en Caracas y en la Universidad Wesleyana de Connecticut,[cita requerida] y entre 2000 y 2004 se desempeñó como director de la Oficina de Asesoría Económica y Financiera de la Asamblea Nacional de Venezuela.
En mayo de 2016, Rodríguez dirigió un equipo de expertos bajo una iniciativa promovida por la Unión de Naciones Suramericanas (UNASUR) para presentar un programa de estabilización económica al gobierno de Nicolás Maduro, quién hasta entonces había rechazado implementar reformas monetarias necesarias y fiscales para contener los precios, estabilizar el control cambiario y promover la recuperación productiva. El plan fue ignorado por el gobierno de Maduro.En septiembre de 2016, en nombre de Torino Capital, Rodríguez publicó un informe en el que concluía que la legalidad del canje de bonos de PDVSA no necesitaba la aprobación de la Asamblea Nacional.
En las elecciones presidenciales de 2018, Rodríguez se unió al equipo del exgobernador de Lara, Henri Falcón, como asesor económico durante la campaña contra Nicolás Maduro. Defendió que la dolarización era la mejor manera de detener la hiperinflación de Venezuela, argumentando que era la única estrategia que garantizaba la erradicación de los problemas de confianza que los programas de estabilización enfrentan generalmente en entornos inflacionistas, los cuales suelen ser responsables de su fracaso. Falcón señaló a Maduro de cometer fraude en las elecciones y rechazó los resultados. Tanto él como Falcón sostuvieron que la elección no fue válida. Entre julio de 2016 y el 3 de septiembre de 2019 trabajó como economista en jefe en el banco de inversión Torino Capital. Actualmente es director de la Fundación Petróleo por Venezuela.[cita requerida]